# Le Déshonneur d'un colonel
Le Déshonneur d'un colonel (An Officer and a Murderer) est un téléfilm canadien de Norma Bailey diffusé en 2012. 

## Synopsis
La région de Tweed, Ontario (en), au Canada, est en émoi depuis plusieurs semaines. Un rôdeur s'introduit dans les maisons à l'insu de leurs occupants pour y dérober des sous-vêtements féminins. Au départ simple voleur, l'individu devient un criminel, en commettant agressions sexuelles et meurtre. Une enquête est ouverte sous l'autorité de l'agent Dobson, une jeune inspectrice de la police locale. Épaulée par un policier venu de Toronto, l'agent Gallagher, Dobson va petit à petit établir le profil du criminel. Ses recherches vont la mener jusqu'à la base militaire de Trenton, commandée par le colonel Williams.

## Fiche technique
- Titre original : An Officer and a Murderer
- Titre français : Le Déshonneur d'un colonel
- Réalisation : Norma Bailey
- Scénario : Keith Ross Leckie
- Photographie : Boris Mojsovski
- Société de production : Solo Films
- Pays :  Canada
- Langue : anglais
- Format : couleur - 35 mm - 16/9 - son stéréo
- Durée : 85 minutes
- Dates de première diffusion : 
  - États-Unis : 21 juillet 2012 (Lifetime)[1]
  - France : 13 mai 2013 (TF1)

## Distribution
- Gary Cole (VF : Frédéric van den Driessche) : le colonel Russell Williams
- Laura Harris (VF : Laëtitia Godès) : la détective Jennifer Dobson
- Rossif Sutherland (VF : Fabrice Josso) : le détective Nick Gallagher
- Nahanni Johnstone : Mary Elizabeth Harriman
- Catherine Disher : la capitaine Catherine Novak
- Zoé De Grand Maison : Beth Pelway
- Tom Barnett : John Pelway
- Shannon Doyle (VF : Nathalie Kanoui) : Trudy Pelway
- David Ferry (en) : Charlie Straw

Sources et légende : Version française selon le carton de doublage français.

## Accueil
Basé sur des événements réels  et produit initialement pour le compte de The Movie Network, il a été déprogramme au Canada à la suite d'une controverse.
Le téléfilm a été vu par 2,358 millions de téléspectateurs lors de sa première diffusion américaine.